# Ікунум
Ікунум — правитель стародавнього міста Ашшур у XIX столітті до н. е.
Відомий будівництвом храму богині Нінкігаль для зміцнення міста Ашшур і підтримання комерційних колоній у Малій Азії.